# 河島弘美
河島 弘美（かわしま ひろみ、1951年 - ）は、比較文学・英文学者、翻訳家。東洋学園大学教授。
1975年東京大学教養学部アメリカ科卒、同大学院比較文学比較文化修士課程修了。1992年東洋学園大学助教授、教授。

## 著書
- 『ラフカディオ・ハーン 日本のこころを描く』（岩波書店、岩波ジュニア新書） 2002
- 『動物で読むアメリカ文学案内』（岩波ジュニア新書） 2012
- 『映画化された英米文学24 そのさわりを読む』行方昭夫共著（音羽書房鶴見書店） 2016
- 『翻訳に挑戦！ 名作の英語にふれる』（岩波ジュニア新書） 2024

## 翻訳
- 『ナボコフのドン・キホーテ講義』（ウラジーミル・ナボコフ、行方昭夫共訳、晶文社） 1992
- 『母なる大地 父なる空』上・下（スー・ハリソン、晶文社、アリューシャン黙示録1） 1995
- 『精神分析殺人事件 - プロフェッサーは女探偵』（アマンダ・クロス、三省堂） 1996
- 『兄なる風』上・下（スー・ハリソン、行方昭夫共訳、晶文社、アリューシャン黙示録3） 1997：第2部は行方昭夫訳
- 『ワシントン・スクエア』（ヘンリー・ジェイムズ、キネマ旬報社） 1997。岩波文庫 2011
- 『ソング・オブ・ザ・リバー』上・下（スー・ハリソン、晶文社） 1999
- 『嵐が丘』上・下（エミリー・ブロンテ、岩波文庫） 2004
- 『ジェーン・エア』上・下（シャーロット・ブロンテ、岩波文庫） 2013
- 『とんがりモミの木の郷　他五篇』（セアラ・オーン・ジュエット、岩波文庫） 2019
- 『無垢の時代』（イーディス・ウォートン、岩波文庫） 2023

## 監修
- 『ラフカディオ・ハーンのクレオール料理読本』（ラフカディオ・ハーン、鈴木あかね訳、阪急コミュニケーションズ） 1998

## 参考
- 『ラフカディオ・ハーン 日本のこころを描く』岩波ジュニア新書 -　著者紹介
- 東洋学園大学: